# Aviația civilă

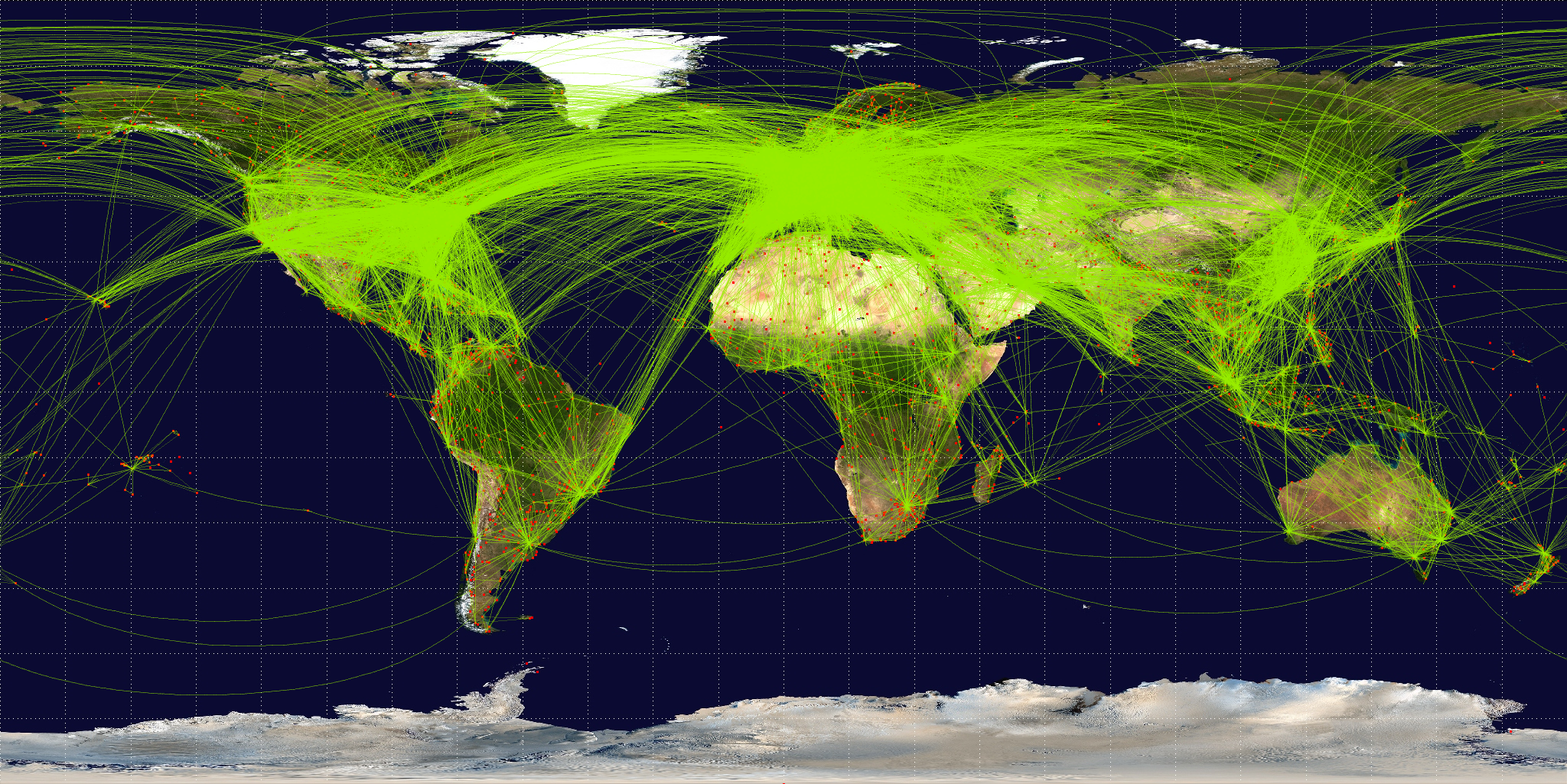
Rutele de transport aerian în 2009

Aviația civilă este partea aviației care nu ține de aviația militară. Majoritatea țărilor din lume sunt membre ale  Organizației Internaționale a Aviației Civile (engleză International Civil Aviation Organization – ICAO), în cadrul căreia colaborează pentru adoptarea de regulamente și recomandări pentru aviația civilă.
Activitățile aeronautice civile reprezintă totalitatea activităților legate de proiectarea, construcția, repararea, întreținerea, atestarea și operarea aeronavelor civile, a aerodromurilor și a altor obiective de infrastructură de aeronautică civilă, de serviciile de navigație aeriană, de pregătirea personalului aeronautic civil, precum și a activităților aeronautice civile conexe acestora.
În România aviația civilă este coordonată de Direcția Generală Aviație Civilă din Ministerul Transporturilor și Infrastructurii.

## Clasificare
Aviația civilă se împarte în:
- Aviația comercială, care servește pentru transportul călătorilor și  mărfurilor.[2] Transportul mesageriei este asimilat transportului de marfă.[3] Aceste activități se fac în mod regulat.[4]

- Aviația generală, care cuprinde celelalte zboruri,[4] cu ramurile:
  - Aviația utilitară, care prestează diferite servicii de transport în domeniul sanitar (aviația sanitară) și  turistic (aviația de agrement), respectiv prestează lucrări de tratamente chimice în agricultură și silvicultură (aviația agricolă).[2] Alte servicii prestate de aviația utilitară sunt de exemplu zboruri pentru utilizări meteorologice sau pentru supravegherea și sprijinirea traficului rutier.
  - Aviația sportivă, a cărei scop principal este recrutarea de tineri pentru a deveni  piloți sau parașutiști. Tot în cadrul aviației sportive sunt organizate și activitățile de zbor cu motor sau  fără (planorism) pentru piloții sportivi, precum și activitățile de parașutism și aeromodelism.[2]
  - Aviația privată, care cuprinde zborurile efectuate de persoane care de obicei își pilotează propriul lor avion și care nu sunt plătite pentru asta. În general toate cheltuielile cu acest tip de zboruri sunt suportate de pilot.

## Organizare internațională
De reglementarea internațională unitară a regulilor de zbor în scopul asigurării siguranței traficului aerian în ansamblul său se ocupă Organizația Internațională a Aviației Civile (ICAO). Reglementările ICAO sunt valabile (cu unele posibile modificări sau excepții) în toate statele, pe tot globul.